# 마가단 시간
| USZ1 | ■ 칼리닌그라드 시간     | MSK-1 (UTC+02:00) |
| MSK  | ■ 모스크바 시간         | MSK (UTC+03:00)   |
| SMAT | ■ 사마라 시간           | MSK+1 (UTC+04:00) |
| YEKT | ■ 예카테린부르크 시간   | MSK+2 (UTC+05:00) |
| OMST | ■ 옴스크 시간           | MSK+3 (UTC+06:00) |
| KRAT | ■ 크라스노야르스크 시간 | MSK+4 (UTC+07:00) |
| IRKT | ■ 이르쿠츠크 시간       | MSK+5 (UTC+08:00) |
| YAKT | ■ 야쿠츠크 시간         | MSK+6 (UTC+09:00) |
| VLAT | ■ 블라디보스토크 시간   | MSK+7 (UTC+10:00) |
| MAGT | ■ 마가단 시간           | MSK+8 (UTC+11:00) |
| PETT | ■ 캄차카 시간           | MSK+9 (UTC+12:00) |

마가단 시간(러시아어: магаданское время, MAGT)은 러시아의 열 번째 시간대로, 사하 공화국 북동부와 마가단주, 사할린주(쿠릴 열도 포함) 일대에서 사용하며 협정 세계시 (UTC) 보다 11시간 빠르고 (UTC+11) 모스크바 시간보다는 8시간 앞서 있는 (MSK+8) 시간대이다.

## 같이 보기
- 러시아의 시간대